# 耀县文庙
34°54′51″N 108°58′26″E / 34.91417°N 108.97389°E
耀县文庙位于中国陕西省铜川市耀州区（原耀县）北大街学古巷，2001年被列为第五批全国重点文物保护单位。
耀县文庙始建于北宋嘉祐年间，元延祐年间重修，明清多次维修。文庙坐北朝南，占地5700平方米，现存棂星门、戟门、大成殿、东西庑和耳房等建筑。主体建筑大成殿面阔七间，进深四间，单檐歇山顶，高13米，其梁架结构保留有金元特征。